# Castell de les Escaules
El castell de les Escaules, o el baluard del castell de Llers, és una obra del poble de les Escaules, municipi de Boadella i les Escaules (Alt Empordà), declarada bé cultural d'interès nacional.

## Arquitectura
S'alça dalt d'un cim rocós a 235 m d'altitud a prop del poble de les Escaules. Era presidit per una torre cilíndrica que encara es conserva dreta, i que actualment té uns 10 m d'alçada, estava envoltada per un recinte emmurallat de planta trapezial, del qual en resten alguns murs encara sencers, i d'altres en molt mal estat de conservació.
La torre està distribuïda en diverses plantes i presenta l'accés a l'interior a través d'una porta rectangular situada al costat nord-est de l'estructura, a uns tres metres de distància del nivell del sòl. Aquesta obertura conserva les pollegueres de pedra que aguantaven la porta. A la part superior, la torre conserva les cartel·les que sostenien els quatre matacans que remataven l'estructura, juntament amb el coronament emmerletat original, el qual està actualment degradat. A l'interior, la torre presenta una escala de pedra per accedir als diferents pisos, coberts en origen amb voltes semiesfèriques.
El recinte emmurallat està força degradat, sobretot a les bandes de tramuntana i de llevant del recinte. Els murs s'adapten al terreny rocós i inestable del turó i presenten espitlleres obertes a dos nivells. El mur de ponent conserva restes dels merlets originals, rectangulars i amb sageteres obertes al centre. També hi ha restes de forats de bastida i d'altres obertures corresponents a les cobertes dels antics edificis. A l'interior del recinte s'observen restes d'altres murs i estructures, com per exemple una cisterna, actualment mig colgada.
La torre està bastida amb carreus de pedra ben desbastats, disposats formant filades regulars. En canvi, el recinte emmurallat està bastit amb pedra desbastada i sense treballar, disposada regularment i lligada amb morter de calç.

## Història
Es tracta d'una obra baixmedieval dels selgles xiv-xv, possiblement edificada sobre una construcció anterior. Apareix documentat un castell a les Escaules l'any 1123, que va ocupar el mateix emplaçament que les restes del castell actual. Concretament, es tracta d'una concessió de Ramon Berenguer III a Ponç Hug I d'Empúries en la qual li entrega en feu diferents castells a conseqüència de la desaparició de la casa comtal de Besalú.
El castell de les Escaules era anomenat «baluard del castell de Llers». Ambdós castells eren propietat dels vescomtes de Rocabertí de Peralada. Es tractava d'una xarxa de castells que vigilaven la frontera entre els comtats de Besalú i Empúries.
L'any 1436 el castell torna a ser esmentat, en ser reclamats els veïns de les Escaules a participar en les obres de reforma de la fortificació. Aquests s'hi van negar i el conflicte va quedar documentat. Durant aquest segle, el poble de les Escaules intentà separar-se del terme de Llers i demanà la concessió de batlle i consell propis, objectiu que no es va assolir fins al segle xvii. S'argumentava que els vescomtes de Rocabertí ja posseïen el castell de les Escaules abans de d'adquirir el de Llers al segle xiii.
A partir del segle xvi es deixa de tenir constància del castell en els documents, per la qual cosa es creu que va ser abandonat durant aquest període.